# UTADA HIKARU SINGLE CLIP COLLECTION VOL.4 UH4

『UTADA HIKARU SINGLE CLIP COLLECTION VOL.4 UH4』（宇多田ヒカル シングル クリップ コレクション ヴォリューム フォー ユー エイチ フォー）は、2006年9月27日に発売した、宇多田ヒカルのビデオクリップ集第4弾である。

## 解説
2003年「COLORS」から2006年「Keep Tryin'」までの5作品と、「Passion」を除く4作品のメイキング映像を収録。初回限定盤にはインターネット・ストリーミングライヴで披露された「Be My Last」と「Passion」を収録したDVDが付属している。

## 収録内容
1. COLORS
2. 誰かの願いが叶うころ
3. Be My Last
4. Passion
5. Keep Tryin'
6. Making Of "COLORS"
7. Making Of "誰かの願いが叶うころ"
8. Making Of "Be My Last"
9. Making Of "Keep Tryin'"